# (1752) van Herk
(1752) van Herk – planetoida z grupy pasa głównego planetoid okrążająca Słońce w ciągu 3 lat i 128 dni w średniej odległości 2,24 au. Została odkryta 22 lipca 1930 roku w Leiden Station w Johannesburgu przez Hendrika van Genta. Nazwa planetoidy pochodzi od Gijsberta van Herka (1907–1999), holenderskiego astronoma, stałego pracownika Sterrewacht Leiden. Przed jej nadaniem planetoida nosiła oznaczenie tymczasowe (1752) 1930 OK.